# Mircea Oaidă
Mircea Oaidă (n. 20 februarie 1969) este un fost atlet român specializat în proba de 110 metri garduri.

## Carieră
Prima lui performanță notabilă a fost locul 6 la Campionatul Mondial de Juniori din 1988 de la Sudbury, Canada. În anii 1991, 1992 și 1997 a cucerit titlul la campionatele naționale.
În anul 1991 el a participat la Campionatul Mondial de la Tokio și în 1992 a fost participant la Jocurile Olimpice de la Barcelona. În 1996 a participat la  Campionatul European în sală de la Stockholm. Anul următor, sportivul a obținut medalia de aur la Balcaniada în sală de la Pireu.
După retragerea sa din activitate, Mircea Oaidă a devenit preparator fizic.

## Realizări
| An   | Competiție                              | Locație           | Loc | Eveniment     | Note  |
| ---- | --------------------------------------- | ----------------- | --- | ------------- | ----- |
| 1988 | Campionatul Mondial de Juniori (sub 20) | Sudbury, Canada   | 6   | 110 m garduri | 14,03 |
| 1991 | Campionatul Mondial                     | Tokio, Japonia    | 22  | 110 m garduri | 13,68 |
| 1992 | Jocurile Olimpice                       | Barcelona, Spania | 28  | 110 m garduri | 14,04 |
| 1996 | Campionatul European în sală            | Stockholm, Suedia | 18  | 60 m garduri  | 7,95  |
| 1997 | Balcaniada în sală                      | Pireu, Grecia     | 1   | 60 m garduri  | 7,75  |

## Recorduri personale
| Probă                | Performanță | Dată              | Locație   |
| -------------------- | ----------- | ----------------- | --------- |
| 100 m garduri        | 13,54 s     | 24 iunie 1992     | București |
| 60 m garduri în sală | 7,67 s      | 12 februarie 1995 | Budapesta |